# Luther E. Hall
Luther Egbert Hall, né le 30 août 1869 et mort le 6 novembre 1921, gouverneur de la Louisiane du 14 mai 1912 au 9 mai 1916, Démocrate. 